# Iemen del Sud
El Iemen del Sud fou un estat del sud-oest de la península Aràbiga existent entre 1967 i 1990, que es va unir amb la República Àrab del Iemen per formar l'estat actual del Iemen. Ocupava una extensió de 332.970 km² i el 1990 tenia una població de 2.585.484 habitants. La capital era la ciutat d'Aden, actualment la segona ciutat més important del Iemen després de Sanaà, la capital de l'estat.
El Iemen del Sud es va formar el 1967 quan la Federació d'Aràbia del Sud i el Protectorat d'Aràbia del Sud, dos territoris sota domini britànic, van obtenir la independència i es van unir per formar la República Popular del Iemen del Sud, anomenada a partir del 1970 República Democràtica Popular del Iemen fins al 22 de maig del 1990, data de la unió amb el Iemen del Nord.
Tot i designar aquest estat a hores d'ara desaparegut, la denominació Iemen del Sud es continua fent servir per referir-se a tota aquesta àrea de l'actual República del Iemen i, de manera anacrònica, també als territoris anteriors a la independència del 1967 que ocupaven aquesta mateixa àrea (com, per exemple, l'esmentada Federació d'Aràbia del Sud, el Protectorat d'Aden o la colònia d'Aden).

### Després de la independència
El 21 de maig de 1994 el sud es va declarar independent i va restablir la República Popular i Democràtica del Iemen sota la presidència d'al-Baidh, iniciant una guerra civil per restaurar la independència i el laïcisme al sud es va acabar el 7 de juliol de 1994 amb la victòria del nord, quan va ocupar Aden.
Des del 2007, un moviment polític i una organització paramilitar activa al sud del Iemen reclamen la secessió de la República del Iemen i el retorn a l'antic estat independent del Iemen del Sud.